# Gilda García Romero
Gilda García Romero (Puebla, 1979) es una escritora, docente, narradora y poeta mexicana que ganó el Premio Nacional de Literatura del Mapa de Escritoras Mexicanas Contemporáneas 2024 en el género de poesía.

## Biografía
Gilda estudió administración de negocios, es cofundadora del colectivo de escritores Nautas de Letras, es integrante del colectivo de poetas El grupo de los 30 y conductora del programa Poesía a domicilio en Anaquel Literario.
Ha recibido diversos premios en concursos literarios nacionales en el rubro de poesía y ciencia ficción y publicado cuentos y poemas en medios de México, Colombia, Costa Rica, Perú, Ecuador y Estados Unidos.

Su carrera literaria fue influenciada por la escritora canadiense Anne Carson y, según explicó, la poesía y la ficción le permiten:
...  especular en un trabajo todavía más fuerte de la imaginación porque crea atmósferas, crea personajes, te deslindas un poco de tu propio ser humano, porque cuando estás en la ciencia ficción y creas personajes de otros planetas no puedes ponerles cabecita, piecitos y manitas, no, tienes que empezar a pensar en otras posibilidades de cuerpos, otro cuerpo, otra atmósfera, otras cosas que no conoces y entonces te retas en tu imaginación y también es un poco una amanera de criticar el presente...

## Premios y reconocimientos
- Premio Nacional de Literatura del Mapa de Escritoras Mexicanas Contemporáneas 2024.[8]

## Obras
- La heredad de los espejos (2022)
- Mujeres que hacen llorar a Dios (2024)